# Appenæs
Appenæs er en bydel i Næstved på Sydsjælland. Området var oprindeligt et fiskerleje, der udviklede sig til en landsby. I 1960'erne og 1970'erne blev der opført omkring 700 villaer, så det i dag er et villakvarter. Området går fra Vordingborgvej i nordøst mod sydvest på begge sider af den del af Gavnøvej, der blev anlagt i forbindelse med ovennævnte byggeri.  Appenæs Bygade hed indtil da Gavnøvej. Mod nordvest afgrænses området af Susåens oprindelige udløb i Karrebæk Fjord. Her er anlagt en lille lystbådehavn , Jakobshavn, der bestyres af Appenæs Bådelaug 
I 2018 var det ældste hus i Appenæs fra 1815. Ejeren arbejdede dog på at få det nedrevet for at bygge noget nyt, da det ifølge ham var en "brandfælde". Det blev nedrevet i 2019.
I 1960'erne drev den dansk arkitekt Birger Nordsted-Jørgensen en tegnestue her, der på sit højdepunkt havde 27 medarbejdere.